# 滑棘擬鱯
滑棘擬鱯，為輻鰭魚綱鯰形目鱨科的其中一種，為熱帶淡水魚類，分布於亞洲馬來西亞及印尼蘇門答臘淡水流域，體長可達6.2公分，棲息在泥底質底層水域，生活習性不明。

## 扩展阅读
維基物種上的相關：滑棘擬鱯